# Vlag van Zwollerkerspel

Vlag van de gemeente Zwollerkerspel (?-1967)

Van de vlag van Zwollerkerspel is niet bekend of deze ooit officieel is vastgesteld als de gemeentevlag van de Overijsselse gemeente Zwollerkerspel. De vlag komt aldus voor in het vlaggenboek "Insignia Navalia". Het is gelijk aan het wapenbeeld van Zwollerkerspel. Deze vlaggenbron was aan de Gemeentearchivaris van deze gemeente bekend als "een verzameling door spionnage verkregen, houdende indicatie welke schepen de Engelse kapers moeten aanvallen". De vlag kan als volgt worden beschreven:
Wit, met een oversnijdend blauw kruis.
De vlag toont hetzelfde beeld het gemeentewapen. Vanaf 1 augustus 1967 is de vlag niet langer als gemeentevlag in gebruik omdat de gemeente Zwollerkerspel verdeeld werd over de gemeenten Genemuiden, Hasselt, Heino, IJsselmuiden en Zwolle.

## Verwant symbolen

Wapen van Zwollerkerspel
Vlag van Zwolle
Vlag van Nieuwleusen

Ambt Delden 
· Avereest 
· Bathmen 
· Blokzijl 
· Brederwiede 
· Den Ham 
· Denekamp 
· Diepenheim 
· Diepenveen 
· Genemuiden 
· Goor 
· Gramsbergen 
· Hasselt 
· Heino 
· Holten 
· IJsselham 
· IJsselmuiden 
· Markelo 
· Nieuwleusen 
· Noordoostpolder 
· Olst 
· Ootmarsum 
· Rijssen 
· Stad Delden 
· Steenwijk 
· Steenwijkerwold 
· Urk 
· Vollenhove 
· Vriezenveen 
· Wanneperveen 
· Weerselo
· Wijhe 
· Zwartsluis 
· Zwollerkerspel